# Henrik Müller (1635-1717)
 Der er flere personer med dette navn, se Henrik Müller (flertydig).
Henrik Müller (født 1635, død 1717 på Lønborggård) var en dansk godsejer og amtmand.
Han var ældste søn af rentemester Henrik Müller, fik 1664 af faderen overdraget herregården Lønborggård, blev 1671 kancelliråd og assessor i Admiralitetskollegiet, 1678 kammerråd, hvorpå han 1682 udnævntes til amtmand over Skivehus Amt, hvilken stilling han beklædte til 1714; fra 1686 var han tillige kommissær ved kirkegodset i Viborg Stift.
20. maj 1661 blev Müller gift med Constantia Marselis (født i Amsterdam 1642), datter af postdirektør Selius Marselis; han døde 1717 (begravet 3. september) på Lønborggård, hvor også hustruen var død 17. januar 1707.
Sønnen Selio Müller efterfulgte ham i amtmandsembedet.